# タワー・オブ・テラー・メモラビリア
- ディズニーパーク > 東京ディズニーリゾート > 東京ディズニーシー
  - アメリカンウォーターフロント > タワー・オブ・テラー・メモラビリア
  - 東京ディズニーシーのショップの一覧 > タワー・オブ・テラー・メモラビリア

タワー・オブ・テラー・メモラビリア（Tower of Terror Memorabilia）は、東京ディズニーシーのアメリカンウォーターフロントにあるショップ。

## 概要
| タワー・オブ・テラー・メモラビリア | タワー・オブ・テラー・メモラビリア |
| ---------------------------------- | ---------------------------------- |
| オープン日                         | 2006年9月4日                       |
| 商品ジャンル                       | 「タワー・オブ・テラー」グッズ     |

タワー・オブ・テラー・メモラビリアは、2006年9月4日にオープンしたアトラクション「タワー・オブ・テラー」の建物の一部にあり、「タワー・オブ・テラー」と同時にオープンした。ショップはアトラクションの出口と繋がっており、アトラクション利用者は乗車後に必ずこのショップを通過する。
店名の"メモラビリア（Memorabilia）"とは記念品という意味。

## 商品
現在取り扱っている商品は「タワー・オブ・テラー」関連のグッズだが、2006年9月4日以前のスニークプレビュー時は、『東京ディズニーシー5thアニバーサリー』グッズが販売されていた。また、「タワー・オブ・テラー」乗車中に撮影された写真はこのショップで購入することができる。「インディ・ジョーンズ・アドベンチャー：クリスタルスカルの魔宮」や、「スプラッシュ・マウンテン」と同じように、液晶画面に表示される写真から自分が購入したい写真を探し出し、東京ディズニーリゾート公式アプリを使用してQRコードをスキャンする。その後、ディズニー・フォトのウェブサイトもしくはパーク内のデジタル・フォトエキスプレス受付機から注文をする（2021年6月現在、撮影は中止している）。
店内にカプセルトイが設置されている。

## Trivia
- 設定ではこのショップはホテルハイタワーに存在した「ラジャーのプール&スパ」という名前のプールだった。その為、ショップにはプールだった頃の写真や絵などが飾られていたり、かつてプールだった事を思わせるように壁がタイル貼りとなっている部分がある。

## 関連リンク
- タワー・オブ・テラー - このショップが入っている建物にあるアトラクション。